# Bahnstrecke Jessains–Sorcy
| Nordende der Bahnanlagen von Brienne mit wichtigem BÜ |                      |                                                                  |                                                                  |
| Streckennummer (SNCF): | 015 000              |                                                                  |                                                                  |
| Streckenlänge: | 138 km               |                                                                  |                                                                  |
| Spurweite: | 1435 mm (Normalspur) |                                                                  |                                                                  |
| Stromsystem: | 25 kV 50 Hz ~        |                                                                  |                                                                  |
| Maximale Neigung: | 9 ‰                  |                                                                  |                                                                  |
| Zweigleisigkeit: | ehem. ja             |                                                                  |                                                                  |
| |                      |                                                                  |                                                                  |
| \| \| \| Bahnstrecke Paris–Mulhouse von Mulhouse \| \| \| \| 210,0 \| Jessains (Keilbahnhof) \| 170 m \| \| \| \| Bahnstrecke Paris–Mulhouse nach Paris Est \| \| \| \| 213,7 \| Canal d’amenée vom Lac Amance \| Canal d’amenée vom Lac Amance \| \| \| \| Juvanzé \| 140 m \| \| \| 214,9 \| Aube \| Aube \| \| \| \| Unienville \| 138 m \| \| \| 216,8 \| Streckenende \| Streckenende \| \| \| 217,7 \| Dienville \| 134 m \| \| \| \| Brienne-la-Vieille \| 128 m \| \| \| \| Bahnstrecke Troyes–Brienne-le-Château von Troyes \| \| \| \| 223,2 \| Brienne-le-Château \| 124 m \| \| \| \| Anschlussgleis \| \| \| \| \| Camp de Brienne-le-Château \| \| \| \| 229,8 \| Vallentigny-Maizières \| 122 m \| \| \| \| Bahnstrecke Vallentigny–Vitry-le-François nach Vitry-le-François \| \| \| \| ~233,3 \| Grenze Aube/Haute-Marne \| Grenze Aube/Haute-Marne \| \| \| 237,4 \| Longeville-sur-la-Laines \| 118 m \| \| \| \| Ceffondet \| \| \| \| 245,7 \| Montier-en-Der \| 130 m \| \| \| \| Voire \| \| \| \| \| Bahnstrecke Montier-en-Der–Éclaron nach Saint-Dizier \| \| \| \| 253,4 \| Voillecomte \| 159 m \| \| \| 259,3 \| Bahnstrecke Saint-Dizier–Doulevant-le-Château von Saint-Dizier \| Bahnstrecke Saint-Dizier–Doulevant-le-Château von Saint-Dizier \| \| \| 259,8 \| Wassy \| 172 m \| \| \| 261,3 \| Brousseval \| 169 m \| \| \| 261,8 \| Bahnstrecke Saint-Dizier–Doulevant-le-Château nach Doulevant \| Bahnstrecke Saint-Dizier–Doulevant-le-Château nach Doulevant \| \| \| \| Blaise (75 m) \| \| \| \| 271,7 \| Sommancourt-Maizières \| 239 m \| \| \| \| Bahnstrecke Blesme-Haussignémont–Chaumont von Saint-Dizier \| \| \| \| 283,3 \| Joinville \| 188 m \| \| \| \| Bahnstrecke Blesme-Haussignémont–Chaumont nach Chaumont \| \| \| \| 285,3 \| Marne \| Marne \| \| \| \| Canal entre Champagne et Bourgogne \| \| \| \| 285,9 \| Tunnel de Suzannecourt (640m) \| Tunnel de Suzannecourt (640m) \| \| \| \| Rongeant \| \| \| \| 291,2 \| Poissons-Noncourt \| 240 m \| \| \| 293,1 \| Rongeant (52m) \| Rongeant (52m) \| \| \| 297,0 \| Thonnance-les-Moulins \| 278 m \| \| \| \| Rongeant (87m) \| \| \| \| 300,1 \| Tunnel de l’Hazelle (480m) \| Tunnel de l’Hazelle (480m) \| \| \| 301,7 \| Soulaincourt \| 318 m \| \| \| ~309,3 \| Grenze Haute-Marne/Meuse \| Grenze Haute-Marne/Meuse \| \| \| 310,7 \| Luméville-Chassey \| 364 m \| \| \| \| Bahnstrecke Nançois-Tronville–Neufchâteau von/n. Neufchâteau \| \| \| \| 319,5 \| Gondrecourt-le-Château \| 306 m \| \| \| \| Bahnstrecke Nançois-Tronville–Neufchâteau von/n. Nançois-Tronv. \| \| \| \| 320,0 \| Ornain \| Ornain \| \| \| 322,6 \| Viaduc d’Abainville \| Viaduc d’Abainville \| \| \| 325,6 \| Tunnel de Rosières (350 m) \| Tunnel de Rosières (350 m) \| \| \| \| Rosières-en-Blois \| \| \| \| 331+1 \| Mauvages \| Mauvages \| \| \| 336,5 \| Sauvoy \| 262 m \| \| \| 341,8 \| Void \| 248 m \| \| \| 342,4 \| Canal de la Marne au Rhin \| Canal de la Marne au Rhin \| \| \| 343,5 \| Maas (72 m) \| Maas (72 m) \| \| \| ~343,7 \| N 4 \| N 4 \| \| \| 345,1 \| Saint-Martin-Sorcy \| 239 m \| \| \| ~346,5 \| Bahnstrecke Paris–Strasbourg von Paris-Est \| Bahnstrecke Paris–Strasbourg von Paris-Est \| \| \| \| Canal de l’Est \| \| \| \| 348,1 302,2 \| Sorcy \| 241 m \| \| \| \| Bahnstrecke Paris–Strasbourg nach Strasbourg \| \| |                      |                                                                  |                                                                  |
| Strecke |                      | Bahnstrecke Paris–Mulhouse von Mulhouse                          | Bahnstrecke Paris–Mulhouse von Mulhouse                          |
| Dienststation / Betriebs- oder Güterbahnhof | 210,0                | Jessains (Keilbahnhof)                                           | 170 m                                                            |
| Abzweig ehemals geradeaus, nach links und ehemals von links |                      | Bahnstrecke Paris–Mulhouse nach Paris Est                        | Bahnstrecke Paris–Mulhouse nach Paris Est                        |
| | 213,7                | Canal d’amenée vom Lac Amance                                    | Canal d’amenée vom Lac Amance                                    |
| Haltepunkt / Haltestelle (Strecke außer Betrieb) |                      | Juvanzé                                                          | 140 m                                                            |
| Brücke über Wasserlauf (Strecke außer Betrieb) | 214,9                | Aube                                                             | Aube                                                             |
| Haltepunkt / Haltestelle (Strecke außer Betrieb) |                      | Unienville                                                       | 138 m                                                            |
| | 216,8                | Streckenende                                                     | Streckenende                                                     |
| Dienststation / Betriebs- oder Güterbahnhof | 217,7                | Dienville                                                        | 134 m                                                            |
| ehemaliger Haltepunkt / Haltestelle |                      | Brienne-la-Vieille                                               | 128 m                                                            |
| Abzweig geradeaus und von links |                      | Bahnstrecke Troyes–Brienne-le-Château von Troyes                 | Bahnstrecke Troyes–Brienne-le-Château von Troyes                 |
| Dienststation / Betriebs- oder Güterbahnhof | 223,2                | Brienne-le-Château                                               | 124 m                                                            |
| Abzweig geradeaus und nach rechts |                      | Anschlussgleis                                                   | Anschlussgleis                                                   |
| Abzweig geradeaus und nach rechts |                      | Camp de Brienne-le-Château                                       | Camp de Brienne-le-Château                                       |
| ehemaliger Bahnhof | 229,8                | Vallentigny-Maizières                                            | 122 m                                                            |
| Abzweig ehemals geradeaus, nach links und ehemals von links |                      | Bahnstrecke Vallentigny–Vitry-le-François nach Vitry-le-François | Bahnstrecke Vallentigny–Vitry-le-François nach Vitry-le-François |
| Grenze (Strecke außer Betrieb) | ~233,3               | Grenze Aube/Haute-Marne                                          | Grenze Aube/Haute-Marne                                          |
| Bahnhof (Strecke außer Betrieb) | 237,4                | Longeville-sur-la-Laines                                         | 118 m                                                            |
| Brücke über Wasserlauf (Strecke außer Betrieb) |                      | Ceffondet                                                        | Ceffondet                                                        |
| Bahnhof (Strecke außer Betrieb) | 245,7                | Montier-en-Der                                                   | 130 m                                                            |
| Brücke über Wasserlauf (Strecke außer Betrieb) |                      | Voire                                                            | Voire                                                            |
| Abzweig geradeaus und nach links (Strecke außer Betrieb) |                      | Bahnstrecke Montier-en-Der–Éclaron nach Saint-Dizier             | Bahnstrecke Montier-en-Der–Éclaron nach Saint-Dizier             |
| Haltepunkt / Haltestelle (Strecke außer Betrieb) | 253,4                | Voillecomte                                                      | 159 m                                                            |
| Strecke · Strecke nach halbrechts und von links | 259,3                | Bahnstrecke Saint-Dizier–Doulevant-le-Château von Saint-Dizier   | Bahnstrecke Saint-Dizier–Doulevant-le-Château von Saint-Dizier   |
| Bahnhof | 259,8                | Wassy                                                            | 172 m                                                            |
| Strecke | 261,3                | Brousseval                                                       | 169 m                                                            |
| Strecke quer · Strecke nach rechts | 261,8                | Bahnstrecke Saint-Dizier–Doulevant-le-Château nach Doulevant     | Bahnstrecke Saint-Dizier–Doulevant-le-Château nach Doulevant     |
| Brücke über Wasserlauf (Strecke außer Betrieb) |                      | Blaise (75 m)                                                    | Blaise (75 m)                                                    |
| Bahnhof (Strecke außer Betrieb) | 271,7                | Sommancourt-Maizières                                            | 239 m                                                            |
| Strecke · Strecke nach halbrechts und von links |                      | Bahnstrecke Blesme-Haussignémont–Chaumont von Saint-Dizier       | Bahnstrecke Blesme-Haussignémont–Chaumont von Saint-Dizier       |
| Bahnhof | 283,3                | Joinville                                                        | 188 m                                                            |
| Strecke quer · Strecke nach rechts |                      | Bahnstrecke Blesme-Haussignémont–Chaumont nach Chaumont          | Bahnstrecke Blesme-Haussignémont–Chaumont nach Chaumont          |
| Brücke über Wasserlauf (Strecke außer Betrieb) | 285,3                | Marne                                                            | Marne                                                            |
| Brücke über Wasserlauf (Strecke außer Betrieb) |                      | Canal entre Champagne et Bourgogne                               | Canal entre Champagne et Bourgogne                               |
| Tunnel (Strecke außer Betrieb) | 285,9                | Tunnel de Suzannecourt (640m)                                    | Tunnel de Suzannecourt (640m)                                    |
| Brücke über Wasserlauf (Strecke außer Betrieb) |                      | Rongeant                                                         | Rongeant                                                         |
| Bahnhof (Strecke außer Betrieb) | 291,2                | Poissons-Noncourt                                                | 240 m                                                            |
| Brücke über Wasserlauf (Strecke außer Betrieb) | 293,1                | Rongeant (52m)                                                   | Rongeant (52m)                                                   |
| Bahnhof (Strecke außer Betrieb) | 297,0                | Thonnance-les-Moulins                                            | 278 m                                                            |
| Brücke über Wasserlauf (Strecke außer Betrieb) |                      | Rongeant (87m)                                                   | Rongeant (87m)                                                   |
| Tunnel (Strecke außer Betrieb) | 300,1                | Tunnel de l’Hazelle (480m)                                       | Tunnel de l’Hazelle (480m)                                       |
| Bahnhof (Strecke außer Betrieb) | 301,7                | Soulaincourt                                                     | 318 m                                                            |
| Grenze (Strecke außer Betrieb) | ~309,3               | Grenze Haute-Marne/Meuse                                         | Grenze Haute-Marne/Meuse                                         |
| Bahnhof (Strecke außer Betrieb) | 310,7                | Luméville-Chassey                                                | 364 m                                                            |
| Abzweig geradeaus, nach rechts und von rechts (Strecke außer Betrieb) |                      | Bahnstrecke Nançois-Tronville–Neufchâteau von/n. Neufchâteau     | Bahnstrecke Nançois-Tronville–Neufchâteau von/n. Neufchâteau     |
| Kopfbahnhof Strecke bis hier außer Betrieb | 319,5                | Gondrecourt-le-Château                                           | 306 m                                                            |
| Abzweig ehemals geradeaus, nach links und ehemals von links |                      | Bahnstrecke Nançois-Tronville–Neufchâteau von/n. Nançois-Tronv.  | Bahnstrecke Nançois-Tronville–Neufchâteau von/n. Nançois-Tronv.  |
| Brücke über Wasserlauf (Strecke außer Betrieb) | 320,0                | Ornain                                                           | Ornain                                                           |
| Brücke (Strecke außer Betrieb) | 322,6                | Viaduc d’Abainville                                              | Viaduc d’Abainville                                              |
| Tunnel (Strecke außer Betrieb) | 325,6                | Tunnel de Rosières (350 m)                                       | Tunnel de Rosières (350 m)                                       |
| Haltepunkt / Haltestelle (Strecke außer Betrieb) |                      | Rosières-en-Blois                                                | Rosières-en-Blois                                                |
| Bahnhof (Strecke außer Betrieb) | 331+1                | Mauvages                                                         | Mauvages                                                         |
| Bahnhof (Strecke außer Betrieb) | 336,5                | Sauvoy                                                           | 262 m                                                            |
| Bahnhof (Strecke außer Betrieb) | 341,8                | Void                                                             | 248 m                                                            |
| Brücke über Wasserlauf (Strecke außer Betrieb) | 342,4                | Canal de la Marne au Rhin                                        | Canal de la Marne au Rhin                                        |
| Brücke über Wasserlauf (Strecke außer Betrieb) | 343,5                | Maas (72 m)                                                      | Maas (72 m)                                                      |
| Brücke (Strecke außer Betrieb) | ~343,7               | N 4                                                              | N 4                                                              |
| Haltepunkt / Haltestelle (Strecke außer Betrieb) | 345,1                | Saint-Martin-Sorcy                                               | 239 m                                                            |
| Abzweig ehemals geradeaus, ehemals nach links und von links | ~346,5               | Bahnstrecke Paris–Strasbourg von Paris-Est                       | Bahnstrecke Paris–Strasbourg von Paris-Est                       |
| Brücke über Wasserlauf |                      | Canal de l’Est                                                   | Canal de l’Est                                                   |
| Dienststation / Betriebs- oder Güterbahnhof | 348,1 302,2          | Sorcy                                                            | 241 m                                                            |
| Strecke |                      | Bahnstrecke Paris–Strasbourg nach Strasbourg                     | Bahnstrecke Paris–Strasbourg nach Strasbourg                     |

Die Bahnstrecke Jessains–Sorcy ist eine heute größtenteils brach liegende Eisenbahnstrecke in Südwest-Nordost-Richtung in Frankreich. Sie verband die beiden Magistralen Paris–Mulhouse und Paris–Strasbourg miteinander.
In Brienne-le-Château, Joinville und Gondrecourt-le-Château berührte sie weitere Strecken in Nord-Süd-Ausrichtung, die diese beiden Strecken ebenfalls miteinander verknüpften. Von den ehemals 138,1 Kilometern Streckenlänge können 2018 gerade noch 12,6 km befahren werden, von denen aber 6,6 km zu einer anderen Bahnstrecke gehören. Die Kilometrierung erfolgte ab Jessains von Paris aus über Troyes.

## Geschichte
Die Entstehung dieser südlichen Strecke entstand aus zwei unterschiedlichen Anforderungen. Der Teil zwischen Jessains und Montier-en-Der ist die Verbindung der Strecke, die betrieblich weiter nach Éclaron-Braucourt-Sainte-Livière nahe Saint-Dizier geführt hat. Diese wurde aber nach ihrer Fertigstellung als eigenständige Strecke Bahnstrecke Montier-en-Der à Éclaron geführt. Der nordöstlich anschließende Teil ist von militärisch-strategischem Charakter, um im Falle der Besetzung des Maas-Tals Truppenbewegungen frontnah zu ermöglichen. Die Chemins de fer de l’Est (EST) wurde dazu per Gesetz verpflichtet.

### Südteil

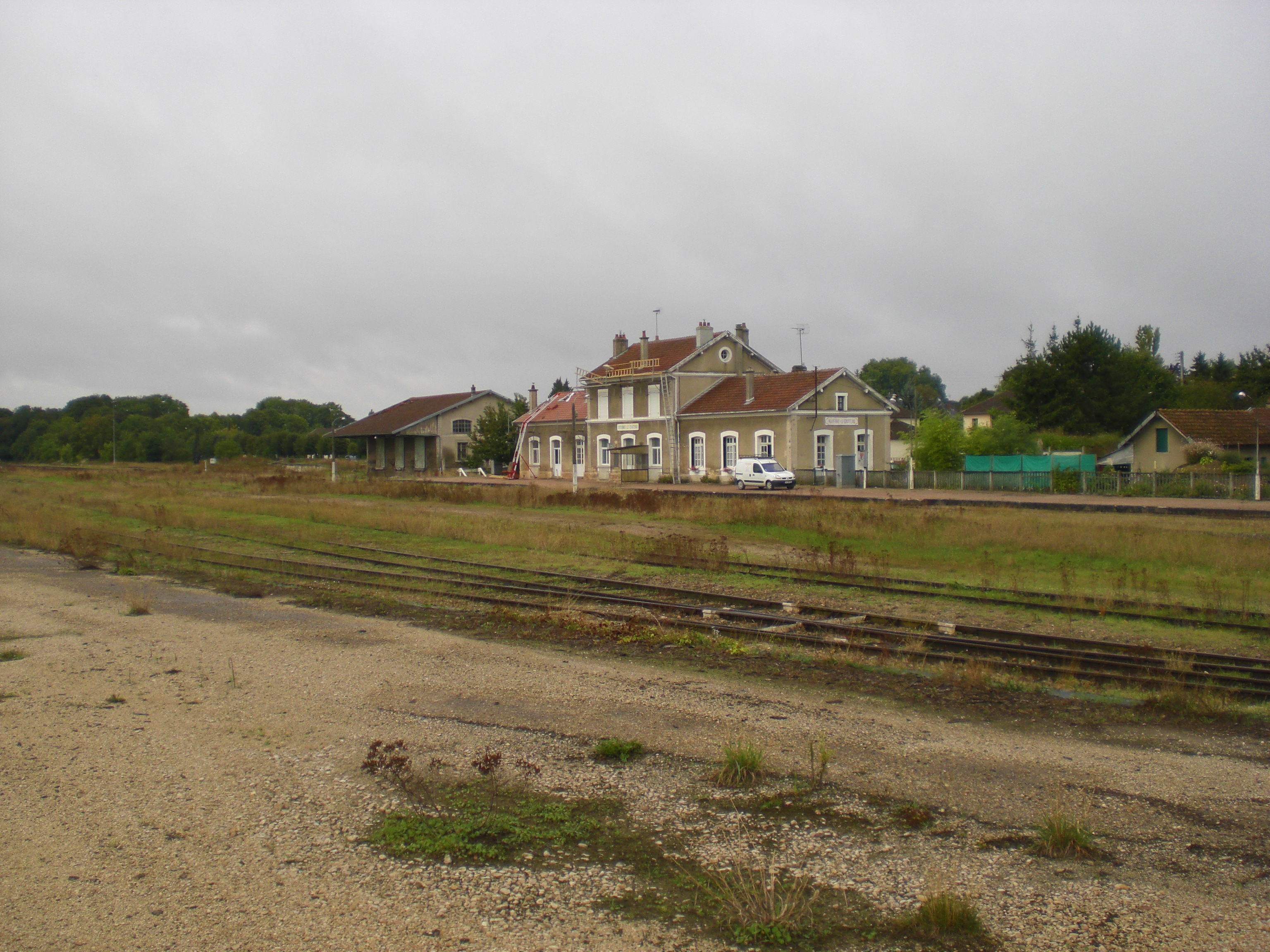
Bahnhof Brienne-le-Château

Bei der Wahl der Streckenführung gab es seit dem Jahreswechsel 1875/76 in der Nationalversammlung Streit mit der Bahngesellschaft CE. Der Bau wurde mit 5 Mio. Franken veranschlagt. Zunächst wurde der Vertrag von beiden Seiten angenommen, doch sah sich die Generalität benachteiligt und wollte „zum Nutzen der Allgemeinheit“ Verbesserungen erreichen. In einer Sitzung am 13. April 1877 wurde die ursprüngliche Planung, Brienne-le-Château als Ausgangspunkt der Strecke zu machen, verworfen zugunsten einer direkten Route oder einer besseren Verbindung nach Troyes. So entschied man sich für Jessains, das bereits an einer bestehenden, leistungsfähigen Bahnstrecke lag. Einer der Gründe für Jessains war der geringe zusätzliche Aufwand von nur 22,5 Kilometern und nur einen Umweg von 5,5 km gegenüber der ursprünglichen Planung via Piney. Berücksichtigung fand auch die schnellere Bauausführung bei dieser Streckenführung. Bereits am 10. April 1887 konnte die Strecke eröffnet werden. Die Alternativroute Bahnstrecke Troyes–Brienne-le-Château fand im Frecyinet-Plan vom Juli 1879 ihren Niederschlag, wurde ebenfalls gebaut und 1886 eröffnet.
Nach 1886 verlor dieser südliche Abschnitt schnell an Bedeutung und wurde hauptsächlich für Verbindungen zwischen Brienne und Bar-sur-Aube benutzt, wurde 1938 aber für die Personenbeförderung eingestellt, nachdem der Verkehrsminister dies bereits 1932 öffentlich gefordert hatte. Zwischen Dienville und Jessains wurde die Brücke im Juni 1940 zerstört und seit 1952 durch den Kanal Canal d’amenée manifestiert, der endgültig die Bahnverbindung unterbrach. Zwischen Dienville und Brienne gab es aber bis 1988 für eine Mühle noch Frachtverkehr. Die Strecke ist offiziell noch offen, scheint aber in absehbarer Zeit nicht mehr genutzt zu werden.
Der Abschnitt zwischen Brienne und Vallentigny-Maizières, der fester Bestandteil der heutigen Strecke zwischen Troyes und Vitry-le-François ist und früher auch von Troyes nach Saint-Dizier genutzt wurde, ist heute noch für den Güterverkehr geöffnet.

### Strategische Bahn

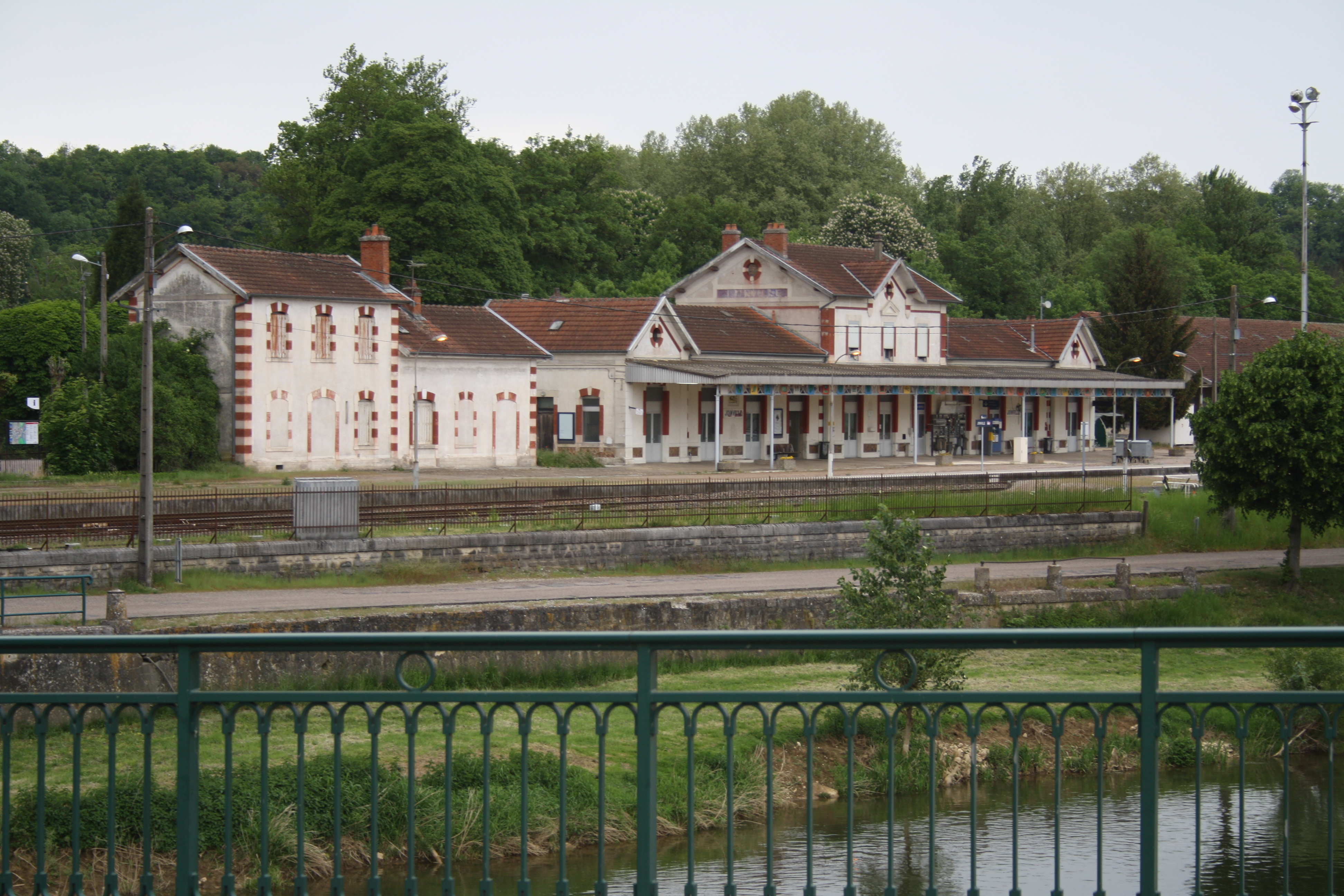
Bahnhof Joinville

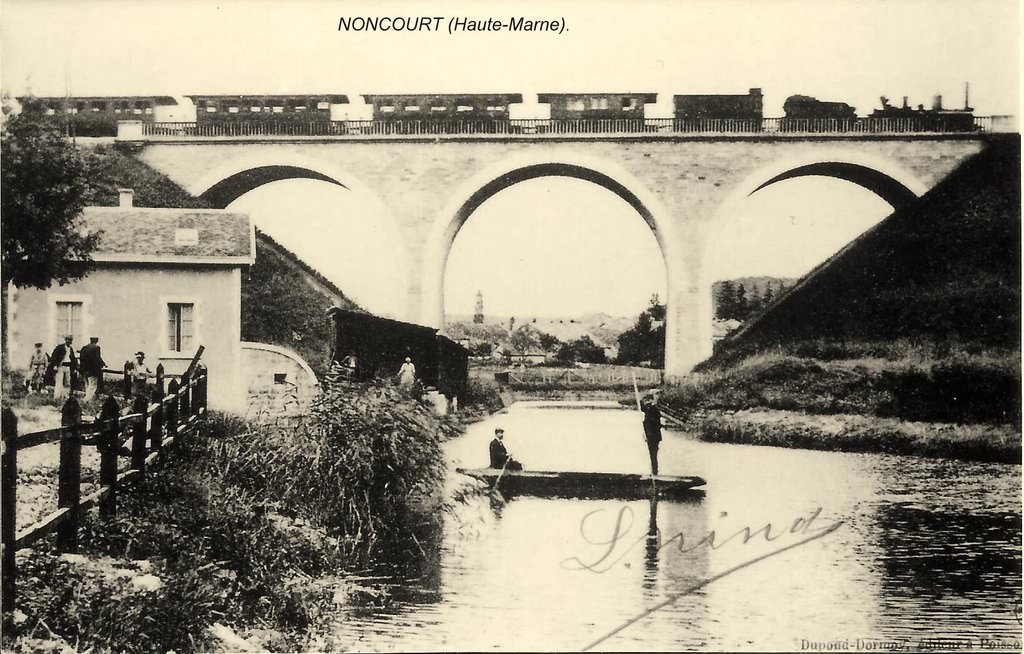
Brücke über den Rongeant bei Noncourt

Die Konzession dieses Abschnittes wurde der CE am 20. November 1883 gewährt, das öffentliche Interesse am 23. Dezember 1885 erklärt. Ziel war es, zwischen Nancy und Orleans Truppenbewegungen leicht durchführen zu können, sollte es überraschend zu einer Mobilmachung kommen. Der Deutsch-Französische Krieg lag erst wenige Jahre zurück. Sie ging vollständig am 1. Juni 1892 in Dienst.
Dass sie ausschließlich strategische Bedeutung besaß, lässt sich auch daran erkennen, dass sie zwischen Brienne und ihrem Streckenende bei Sorcy keine größeren Städte berührt. Einen großen Empfang bekam sie kurz nach ihrer Eröffnung von Marie François Sadi Carnot, dem damaligen Präsidenten der Dritten Republik. Er benutzte diese Strecke am 7. Juni auf der Rückfahrt von Toul, wo er Lothringen besucht hatte und dort mit einem Bruder des russischen Zaren zusammengekommen war.

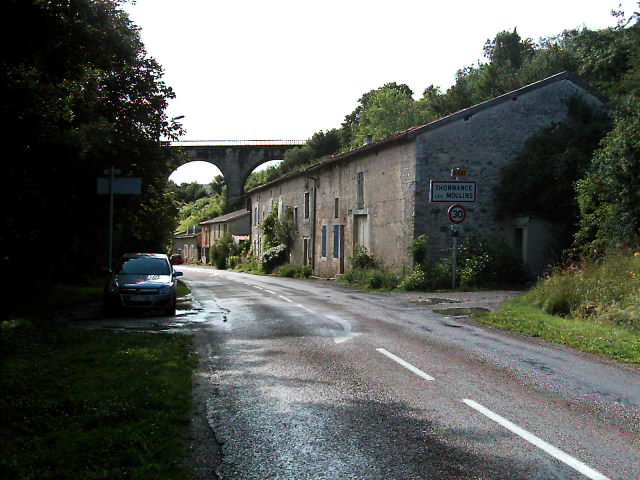
Eisenbahnbrücke Thonnance, Blickrichtung Neufchâteau (2007)

Dieser strategische Teil, der von Anfang an zweigleisig ausgebaut war, wurde sogleich seiner Funktion entsprechend genutzt. Der Staat blieb Eigentümer der Strecke, übertrug aber den Betrieb und die Bewirtschaftung der CE. Nach ihrer Fertigstellung wurde sie an zahlreichen Stellen mit weiteren Einrichtungen ausgestattet, beispielsweise mit Rampen auf freier Strecke, um die Kavallerie niveaugleich ein- oder aussteigen zu lassen. Die Versorgung mit Wasser war ein wichtiges Anliegen, um Mensch, Vieh und Maschinen damit versorgen zu können. Entsprechend wurden zahlreiche Wasserleitungen, Tanks, Kanäle und Reservoirs installiert. Ferner gab es Übergänge zum Wasserstrassennetz wie zum Beispiel einem 350-m-Kai in Wassy.
Während des Ersten Weltkrieges konnte sich die Strecke bewähren, indem sie wie vorgesehen eingesetzt wurde. Sie erweis sich als wichtige Unterstützung an der Westfront, über die ein Großteil der Versorgung, aber auch der Abtransport von Verwundeten abgewickelt werden konnte. Später war Gondrecourt Trainingslager für die 1st Infantry Division. Die Amerikaner unterhielten entlang der Strecke auch eine Werkstatt in Abainville (BK 322,3).
1938 wurde der Personenverkehr auf dieser Strecke eingestellt, 1942/43 eines der beiden Gleise entfernt. 1953 fuhr der letzte Güterzug über den ganzen Streckenweg. Bereits Mitte November 1954 wurden die ersten Abschnitte entwidmet. Die letzten acht Kilometer zwischen Joinville und Poissons erfolgten 1990. Heute liegt an keiner Stelle mehr ein Stück Gleis, zum Teil wurden Straßen darüber trassiert wie etwa die N 67 bei Joinville oder auch Häuser gebaut wie in Void-Vacon zwischen dem Canal de la Marne au Rhin und der N 4.